# الکس اسکات
الکزاندرا ویرینا "الکس" اسکات, ام‌بی‌ای (زادهٔ ۱۴ اکتبر ۱۹۸۴) یک بازیکن فوتبال زن اهل انگلستان است.
وی در پست مدافع راست و برای تیم‌های آرسنال و تیم ملی فوتبال زنان انگلستان بازی می‌کند.
وی در بازی های فیفا نقش اعلام کننده ی نتایج بازی های دیگر بر عهده دارد .

## باشگاهی
در ردهٔ باشگاهی اسکات برای تیم‌های آرسنال، بیرمنگام سیتی انگلستان و همچنین در لیگ حرفه‌ای فوتبال زنان آمریکا همراه با تیم بوستون بریکرز بازی کرده‌است. وی گل پیروزی آرسنال را در بازی لیگ قهرمانان اروپا ۲۰۰۷ برای این تیم به ثمر رساند.

## تیم ملی
وی بیش از ۱۰۰ بازی برای تیم ملی زنان انگلیس و همچنین حضور در تیم بریتانیای کبیر در المپیک ۲۰۱۲ لندن داشته‌است.
اسکات اولین بازی خود را برای تیم ملی فوتبال زنان انگلستان در مقابل تیم هلند و در تاریخ ۱۸ سپتامبر ۲۰۰۴ انجام داد. او همچنین در تیمهای ملی زیر ۱۹ سال و زیر ۲۱ سال انگلیس بازی کرده‌است؛ و با این تیم در جام جهانی فوتبال زنان زیر ۲۰ سال در سال ۲۰۰۲ که در کشور کانادا برگزار شد همراه این تیم بود.
در ژوئن سال ۲۰۱۲ اسکات در لیست ۱۸ نفرهٔ بریتانیای کبیر جهت بازی در الپیک لندن قرار داشت.